# Saint Martin (Guernsey)
Saint Martin (en inglés y en francés: Saint Martin; históricamente: Saint-Martin-de-la-Bellouse) es una parroquia en Guernsey, Islas del Canal.
El código postal de las direcciones de las calles de esta parroquia comienza con GY4.
El antiguo apodo en guernésiais para los habitantes de Saint Martin es dravans.
En 1883, Pierre-Auguste Renoir pasa el verano en Guernsey, con un paisaje variado de playas, acantilados y bahías, donde crea quince cuadros en poco más de un mes. La mayoría de estos cuentan con Moulin Huet, una bahía en Saint Martin. Estas pinturas fueron objeto de un conjunto de sellos postales conmemorativos emitidos por la Bailía de Guernsey en 1983.
La iglesia parroquial de Saint Martin fue consagrada el 4 de febrero de 1199. En la puerta del cementerio se encuentra La Gran'mère du Chimquière, una estatua-menhir.

St. Martin Parish ha participado en Britain in Bloom durante varios años, ganando la categoría de ciudad pequeña dos veces, en 2006 y 2011.

## Geografía
Saint Martin se encuentra en el sureste de Guernsey. La parroquia limita con Forest al suroeste, Saint Andrew al noroeste y Saint Peter Port al noreste. Saint Martin también tiene un destacamento muy pequeño al oeste. El destacamento es un enclave que no es contiguo al resto de la parroquia.
La parroquia en sí está formada por cuatro cantones, tres douzeniers son responsables de cada cantón:
- Cantón de Fermains: desde la Rectoría, a lo largo de la carretera principal (Rue au Pretre) y sobre Camps du Moulin hasta la cima de la Rue Jacques Guille, a través de Ruette Rabey y por el Water Lane hasta la bahía de Moulin Huet. Desde aquí por los acantilados hasta la bahía de Fermain, subiendo por el carril, por Ruette Saumarez y de regreso a la Rectoría, tomando el carril de Les Blanches Pierres.
- Cantón des Hamelins: desde la rectoría por la carretera de La Bellieuse hasta la iglesia y por La Ruette du Camp hasta Le Carrefour au Lievre. Desde aquí, siguiendo los límites de St Peter Port y St Andrew hasta Les Naftiaux, volviendo por Le Champ Berceau, La Quevillette y la Grande Rue hasta la Rectoría.
- Cantón de Hatenez: desde la rectoría a lo largo de la Rue Maze (incluida la Rue des Caches), Les Cornus y llegando a los límites del Cantón des Hamelins por un lado, y los límites de St Andrew y el Bosque por el otro. , a la bahía de Petit Bot, volviendo por la carretera del valle (incluida La Huret) a Les Pages, Ruette Cotelle, Le Clos auBarbier, Les Cornus y Rue Maze (incluidas La Longue Rue y Burnt Lane) hasta la Rectoría.
- Cantón de Bon Port: desde la Rectoría a lo largo de la Rue des Coutures (incluida la Ruette des Escaliers), la Rue des Gron, La Villette hasta la Rue Cotell, Les Croutes y hasta el final de la carretera La Falaise. Desde aquí por los acantilados hasta el valle de Moulin Huet (parte inferior del carril del agua) volviendo por el valle y por la Rue Jacques Guille y la Ruette de la Vallee hasta la Rectoría.

### Relieve
Saint Martin es la segunda parroquia más alta de Guernsey, su elevación solo es superada por Forest. Las áreas más altas de la parroquia se encuentran en la parte central, ubicada alrededor del Carmelo (aproximadamente 110 m), pero esta se inclina suavemente hacia los límites, donde en la costa, la parroquia está delimitada por escarpados acantilados.